# Ian Martin

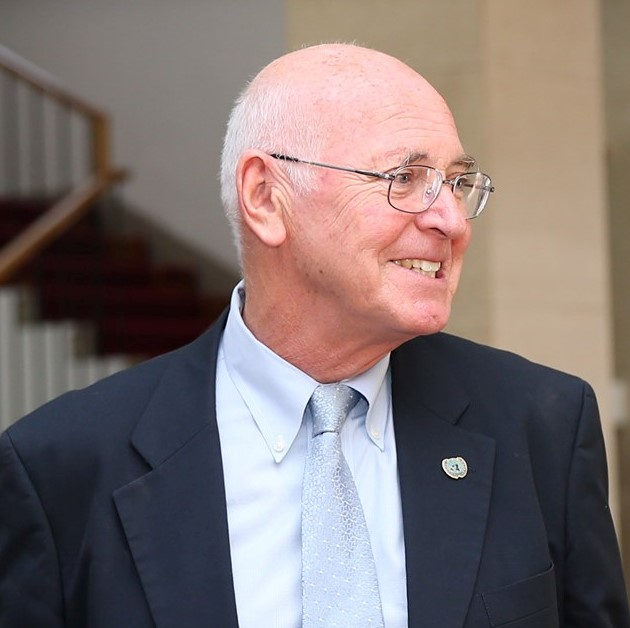
Ian Martin (2019)

Ian Martin es un activista pro Derechos Humanos. Ha sido Secretario General de Amnistía Internacional entre los años 1986 y 1992. Actualmente ostenta el cargo de Representante Personal de la Secretaría General de las Naciones Unidas en Nepal, donde trata de encauzar el proceso de paz.
| Predecesor: Thomas Hammarberg | Secretario General de Amnistía Internacional 1986 - 1992 | Sucesor: Pierre Sané |

- Datos: Q532124
- Multimedia: Ian Martin / Q532124